# Hepsetus
Genre
Hepsetus ou « brochets africains » est un genre de poissons téléostéens de la famille des Hepsetidae et de l'ordre des Characiformes. On a longtemps cru qu'une seule espèce existait, Hepsetus ode, mais des études en 2011-2013 ont montré que cette espèce est plus largement répandue dans certaines régions d'Afrique de l'Ouest et central. Une espèce est bien connue de l'Afrique australe, y compris dans la rivière Kafue, Hepsetus cuvieri,,,. Ces poissons prédateurs atteignent des tailles allant jusqu'à 70 cm (28 po) de longueur.

## Liste d'espèces
Selon FishBase (25 juin 2015):
- Hepsetus cuvieri (Castelnau, 1861)[1],[3],[4],[7]
- Hepsetus kingsleyae Vreven, Decru & Snoeks, 2013[3]
- Hepsetus lineata (Pellegrin, 1926)[3]
- Hepsetus occidentalis Decru, Snoeks & Vreven, 2013[1],[2],[3],[4] Brièvement dénommé Hepsetus akawo, mais cela est un synonyme de Hepsetus odoe[4].
- Hepsetus odoe (Bloch, 1794)[4]

## Galerie

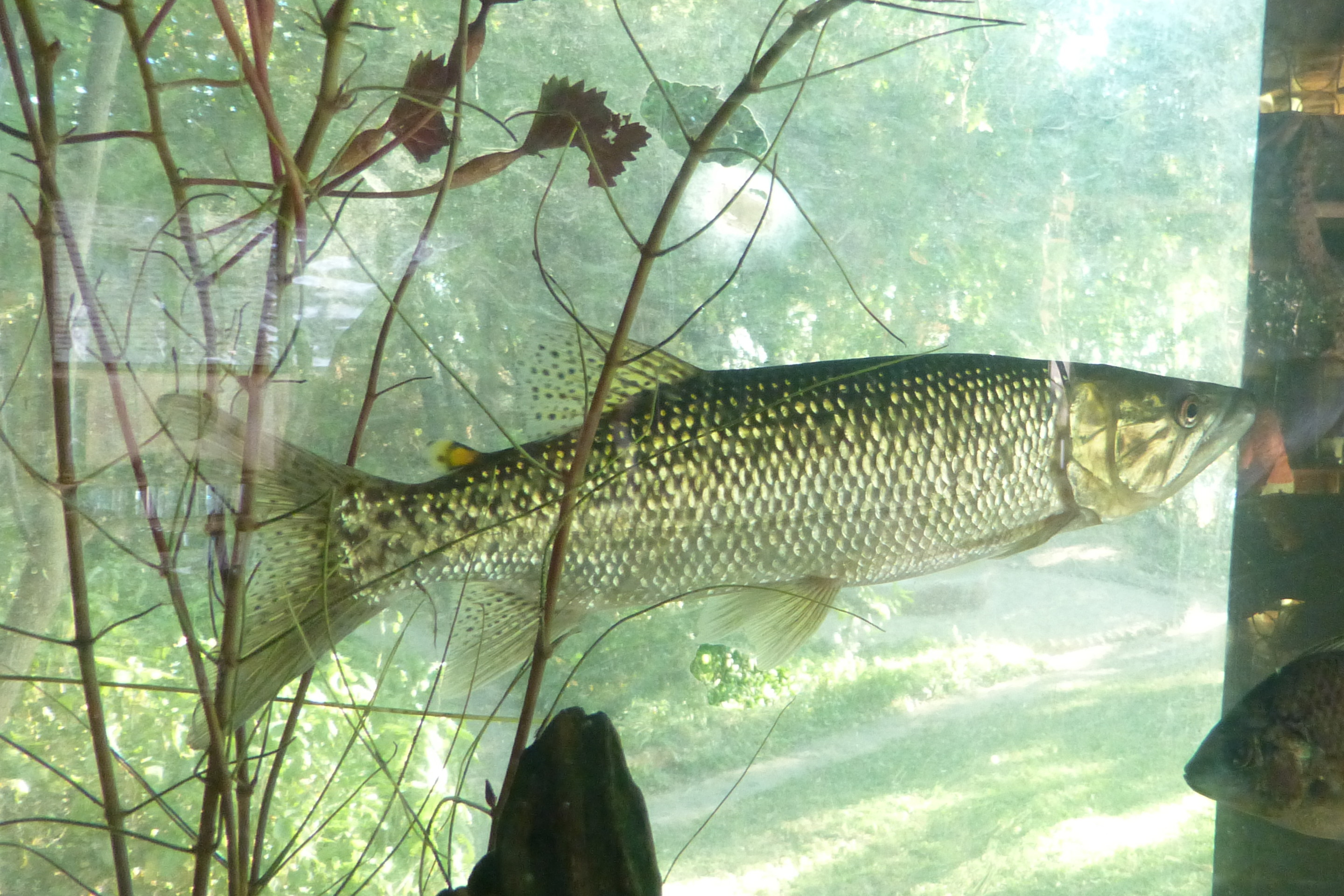
Hepsetus cuvieri
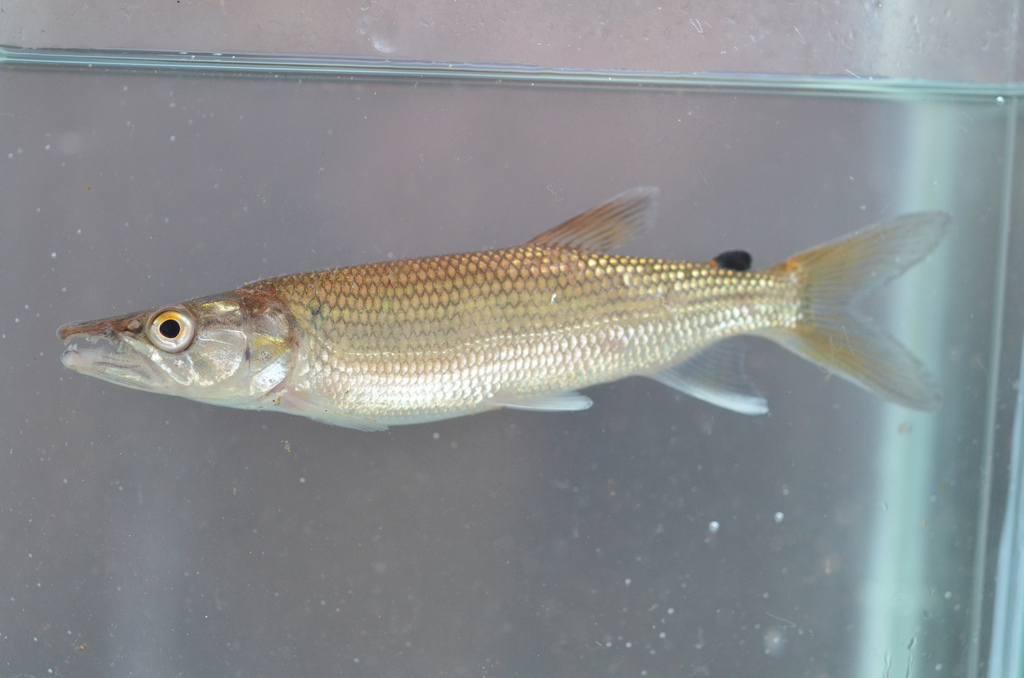
Hepsetus sp.